# Kuusijärvi (Nedertorneå socken, Norrbotten)
Kuusijärvi är en sjö i Haparanda kommun i Norrbotten och ingår i Keräsjokis huvudavrinningsområde. Sjön har en area på 0,0334 kvadratkilometer och ligger 13,9 meter över havet.

## Delavrinningsområde
Kuusijärvi ingår i det delavrinningsområde (732649-187029) som SMHI kallar för Mynnar i havet. Medelhöjden är 10 meter över havet och ytan är 10,17 kvadratkilometer. Räknas de 20 avrinningsområdena uppströms in blir den ackumulerade arean 426,54 kvadratkilometer. Avrinningsområdets utflöde Keräsjoki (Littiäsjoki) mynnar i havet. Avrinningsområdet består mestadels av skog (83 procent). Avrinningsområdet har 0,03 kvadratkilometer vattenytor vilket ger det en sjöprocent på 0,3 procent. Bebyggelsen i området täcker en yta av 0,3 kvadratkilometer eller 3 procent av avrinningsområdet.